# Догдуров, Мухамед
Мухамед Догдуров (1906, Пржевальский уезд, Семиреченская область — 9 сентября 1968, Фрунзе) — советский хозяйственный, государственный и политический деятель.

## Биография
Родился в 1906 году в селе Буркут (ныне — в Тонском районе Иссык-Кульской области). Член ВКП(б).
Выпускник Тюпского сельскохозяйственного техникума. С 1927 года — на хозяйственной, общественной и политической работе. В 1927—1968 гг. — ученик советской партийной школы в городе Твери, редактор Киргосиздатa и журнала «Чабуул», заведующий отделом, заместитель редактора, редактор газеты «Кызыл Кыргызстан», председатель Киргизского республиканского совета профсоюзов, главный редактор журнала «Коммунист».
Избирался депутатом Совета Национальностей Верховного Совета СССР 4-го созыва от Киргизской ССР.
Умер в 1968 году.